# Dominic Kodwo Andoh
Dominic Kodwo Andoh, né le 4 mai 1929 à Shama au Ghana et mort le 17 mai 2013 à Accra au Ghana, est un prélat catholique ghanéen.

## Biographie
Dominic Kodwo Andoh est ordonné prêtre en 1956. En 1971, il est nommé  évêque d'Accra et archevêque d'Accra en 1992. Il a été président de la Conférence des évêques catholiques du Ghana de 1973 à 1982. Il prend sa retraite en 2005.